# Didier Cabestany
Pour les articles homonymes, voir Cabestany (homonymie).
Pas d'image ? Cliquez ici

a Compétitions nationales et continentales officielles uniquement.

b Matchs officiels uniquement.
Didier Cabestany, né le 13 mai 1969 à Perpignan et mort le 16 février 2020 à Claira, est un ancien joueur de rugby à XIII et XV français évoluant au poste de deuxième ligne ou de pilier. Il se forme au rugby à XIII à Saint-Estève jusqu'à y devenir champion de France en 1989, avant de tenter une expérience d'une année à Pau en rugby à XV. Il retourne au rugby à XIII au XIII catalan et participe aux aventures du Paris SG et de l'Union treiziste catalane.
Son passage et ses performances à Saint-Estève est marqué par un titre de Championnat de France en 1989 et 1990. Ses performances en club lui ouvrent les portes de la sélection française (20 sélections ) avec laquelle il dispute notamment les Coupes du monde 1989-1992 et 1995.

## Biographie
Didier Cabestany découvre la première division de rugby à XIII avec son club formateur Saint-Estève à seulement dix-sept ans sous les ordres de Jacques Jorda. Il évolue essentiellement pilier mais peut occuper le poste de deuxième ligne. Lancé, il est de la même génération de Pierre Chamorin et Jean-Marc Garcia avec lesquels il brille sous le maillot stéfanois. Il remporte le Championnat de France en 1989 dont il est élu homme du match en finale et en 1990.
En 1990, il décide de tenter sa chance en rugby à XV en intégrant la Section paloise en première division, mais revient en 1991 au rugby à XIII et atterrit au XIII Catalan de Perpignan. Il y remporte le titre de Championnat de France en 1994. Tout en continuant d'évoluer sous le maillot du XIII Catalan avec une victoire en Coupe de France en 1997, il prend part à la découverte de la Super League avec le Paris Saint-Germain Rugby League en 1996 et 1997.
En 2000, il reste à Perpignan et intègre le nouveau club de l'Union treiziste catalane fusionnant les deux clubs de Saint-Estève et du XIII Catalan, ce club pose les bases du futur club de Super League les Dragons Catalans. Il est présent au premier titre du club en 2001 avec une Coupe de France mais ne parvient pas à remporter le Championnat de France malgré une finale en 2002.
Au côté d'une carrière en club réussie, Didier Cabestany a également revêtu le maillot de l'équipe de France à de nombreuses reprises, prenant part à la Coupe du monde 1989-1992 et 1995 ainsi qu'à la Coupe d'Europe des nations en 1995 et 1996.

## Palmarès

### En club
- Vainqueur du Championnat de France : 1989, 1990 (Saint-Estève) et 1994 (XIII Catalan).
- Vainqueur de la Coupe de France : 1997 (XIII Catalan) et 2001 (Union treiziste catalane).
- Finaliste du Championnat de France : 1993 (XIII Catalan) et 2002 (Union treiziste catalane).

### En équipe nationale
Didier Cabestany a représenté vingt fois l'équipe nationale de 1989 à 1995.